# Andronymus caesar
Andronymus caesar is een vlinder uit de familie van de dikkopjes (Hesperiidae). De soort is voor het eerst wetenschappelijk beschreven als Hesperia caesar door Johan Christian Fabricius in een publicatie uit 1793.

## Verspreiding
De soort komt voor in een groot deel van tropisch Afrika waaronder Guinee, Sierra Leone, Liberia, Ivoorkust, Ghana, Togo, Benin, Nigeria, Kameroen, Gabon, Centraal-Afrikaanse Republiek, Congo-Brazzaville, Congo-Kinshasa, Zuid-Soedan, Oeganda, Kenia, Tanzania, Angola, Zambia, Malawi, Zambia, Mozambique, Zimbabwe en Zuid-Afrika.

## Habitat
De soort kan worden aangetroffen in vochtige savannes, rivieroevers met vegetatie, bosranden en langs bospaden.

## Ondersoorten
- Andronymus caesar caesar (Fabricius, 1793) (Guinea, Sierra Leone, Liberia, Ivoorkust, Ghana, Togo, Benin, Nigeria, Kameroen, Centraal-Afrikaanse Republiek, Congo-Brazzaville, Congo-Kinshasa, Angola)
- Andronymus caesar philander (Hopffer, 1855) (Congo-Kinshasa, Zuid-Soedan, Oeganda, Kenia, Tanzania, Zambia, Malawi, Mozambique, Zimbabwe, Zuid-Afrika)
  - = Pamphila philander Hopffer, 1855
  - = Ancyloxypha philander (Hopffer, 1855)

## Waardplanten
De rups leeft op:
- Caesalpinioideae
  - Anthonota sp.
  - Brachystegia sp.
  - Julbernardia globiflora
  - Pericopsis angolensis
  - Pericopsis elata
- Fabaceae
  - Berlinia grandiflora
  - Detarium senegalense
  - Isoberlinia doka
  - Paramacrolobium coeruleum
  - Pterocarpus mildbraedii
- Sapindaceae
  - Blighia sapida
  - Blighia unijugata
  - Deinbollia borbonica
  - Deinbollia insignis
  - Lecaniodiscus cupanioides
  - Phialodiscus zambesiacus